# Нойенхенен (природоохранная территория)
См. также другие значения слова Нойенхенен
Ноейнхенен (нем. Neuenhähnen) — природоохранная территория GM-001 в административном земельном районе Обербергиш (Северный Рейн-Вестфалия, Германия). В сети охранных участков на территории Европейского союза (Натура 2000) присвоен индекс DE-5111-303.

## Географическое положение
Природоохранная территория Нойенхенен расположена на северном приводораздельном склоне горного хребта Нутшайд. Всего в одном километре южнее расположена вершина Хоес Вельдхен (378 м) — наиболее высокая вершина хребта. На природоохранной территории начинается водоток Нейенхеннен Бах,  представляющий часть водосборного бассейна реки Вальдбрёльбах. Здесь же рядом находится поселение Нойенхенен, давшее название природоохранной территории. В ландшафтном отношении охраняемая территория находится в крупном природно-территориальном комплексе (ПТК) «Северной Средне-Зигской горной страны» (330.2), являющейся частью Рейнских Сланцевых гор.

## Общая характеристика
Природоохранная территория представляет собой пологий склон, занятый родниковой болотной вересковой пустошью. По всей поверхности между сфагновыми подушками и мхами сочится родниковая вода. Местность открытая и травянисто-кустарничковый однообразный вересковый покров  нарушают только отдельно стоящие сильно изогнутые деревья, среди которых преобладают берёзы, сосны и ольхи. Кустарниковые представлены отдельными зарослями можжевельника и ивы. Ранее эта территория использовалась для хозяйственных нужд, поэтому были проложены колёсные дороги, но в связи с запретом на посещение все старые пути перекрыты упавшими деревьями и постепенно зарастают и заболачиваются. Встречаются отдельные участки с торфяным покровом. Для Обербергишес-Ланд такой тип растительного сообщества является редким, а потому и особо ценным. Кроме того, этот участок охраняется и в связи с наличием воды, пригодной для питья.
Являясь реликтом послеледникового ландшафта и убежищем для многочисленных охраняемых видов, территория представляет собой природный заповедник международного значения. 

## Флора и фауна
Исследованиями природоохранной территории выявлены следующие виды флоры и фауны.

### Флора
Берёза (несколько видов), Боярышник однопестичный, Бук европейский, Бухарник (несколько видов), Вейник наземный, Вербейник обыкновенный, Вереск обыкновенный, Дербянка колосистая, Дрок английский, Дрок германский, Дуб черешчатый, Дубровник, Ежевика (несколько видов), Ель обыкновенная, Жимолость вьющаяся, Зверобой (несколько видов), Ива ушастая, Истод тимьянолистный, Клюква, Крушина ломкая, Лапчатка прямостоячая, Луговик (несколько видов), Майник двулистный, Малина обыкновенная, Марьянник луговой, Можжевельник (несколько видов), Молиния (несколько видов), Наперстянка пурпурная, Ольха чёрная, Орляк обыкновенный, Осина, Осока (несколько видов), Падуб остролистный, Политрихум, Пушица узколистная, Ракитник венечный (несколько видов), Росянка круглолистная, Рябина обыкновенная, Седмичник европейский, Ситник (несколько видов), Сосна (несколько видов), Сфагнум (несколько видов), Фегоптерис связывающий, Фиалка болотная, Черника обыкновенная, Щитовник (несколько видов), Эрика четырёхмерная, Ясень обыкновенный.

### Фауна
Водомерки, Живородящая ящерица, Коромысло синее (стрекоза), Ломкая веретеница (ящерица), Лютка зелёная (стрекоза), Обыкновенный козодой, Пяденица рыжеперевязанная (Gymnoscelis rufifasciata) (бабочка), Стрекоза чёрная.

## Охранные цели и задачи
- Сохранение болота на склоне холма и прилегающей вересковой пустоши как убежища и местообитания козодоев.
- Сохранение многочисленных родников.
- Сохранение находящихся под угрозой исчезновения видов животных и растений и восстановление прежде существовавшего естественного биотопа.
- Расширение пустоши путем удаления кромки леса и кустарников и создания, таким образом, буферной зоны.
- Защита от хозяйственной деятельности человеческого общества, в том числе путём запрета на въезд.

## Галерея

Виды природоохранной территории
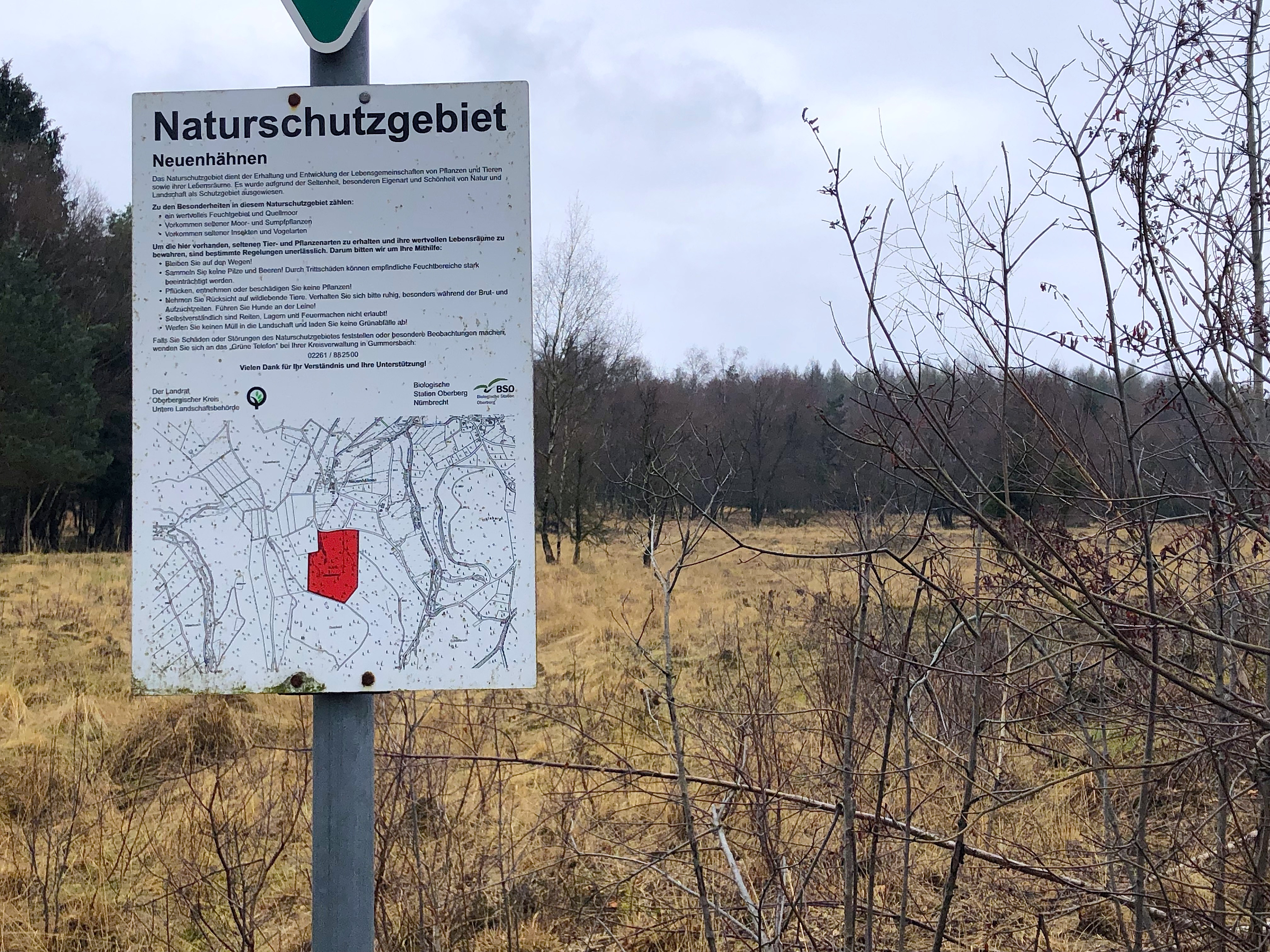
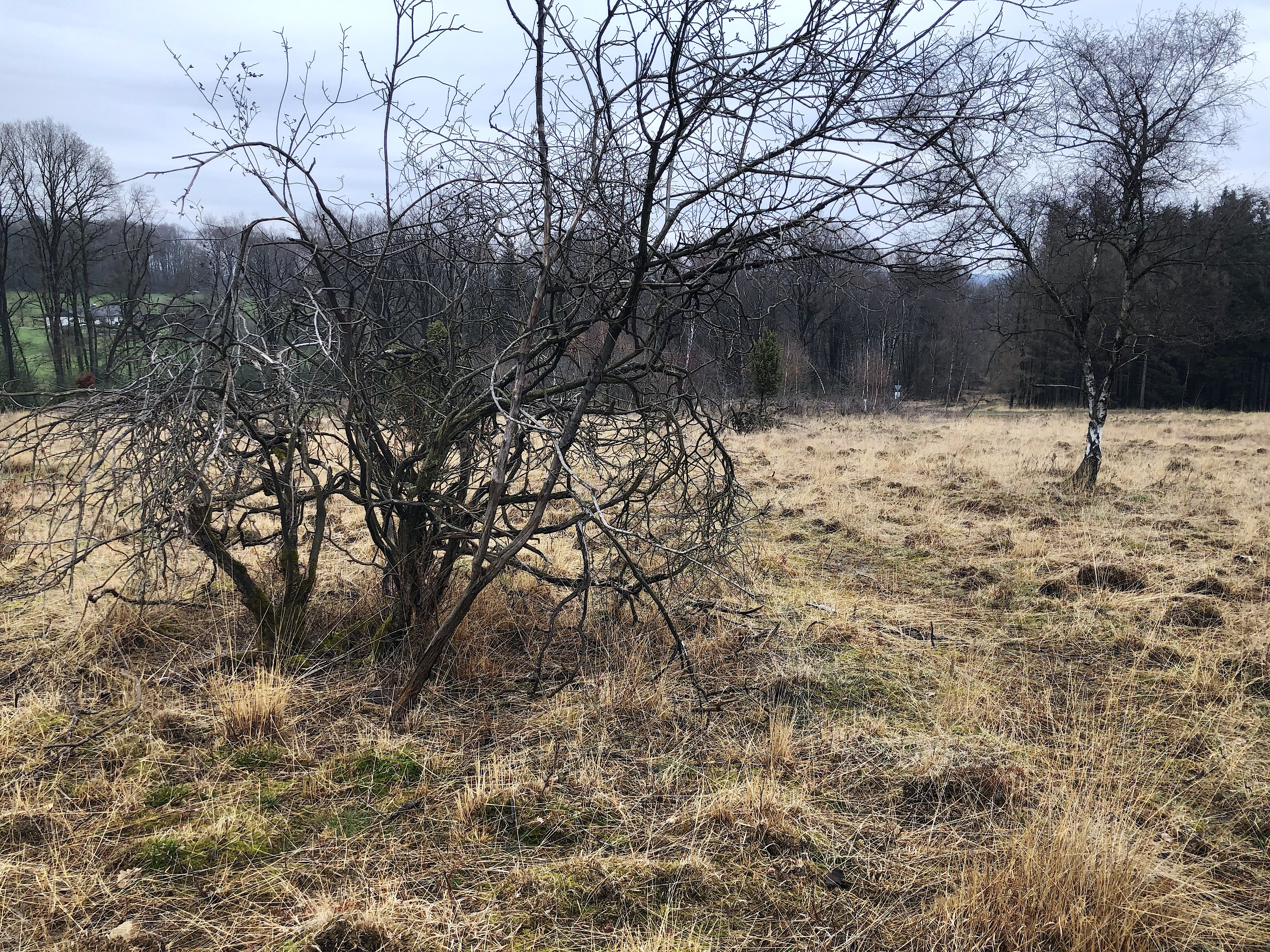
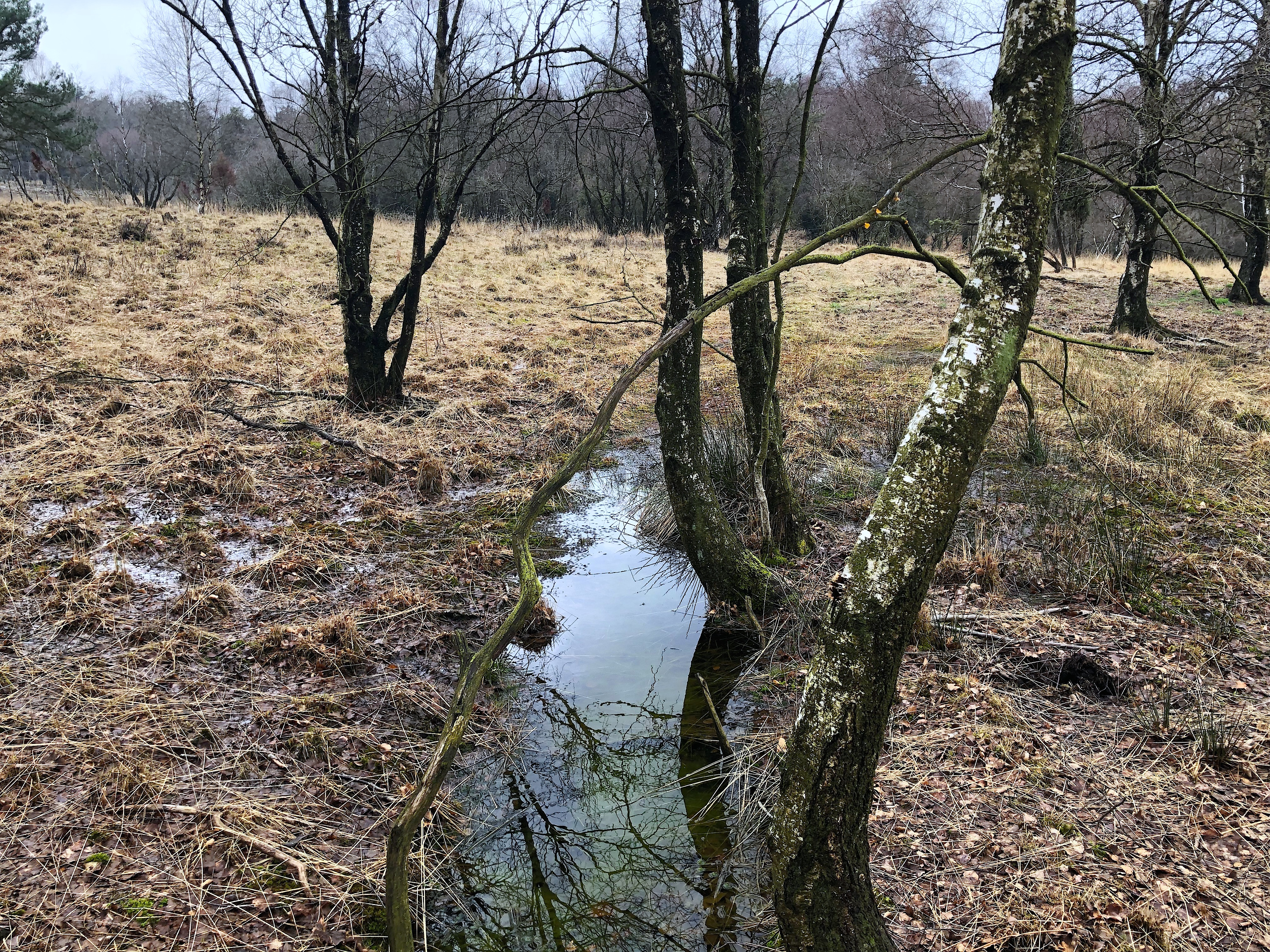
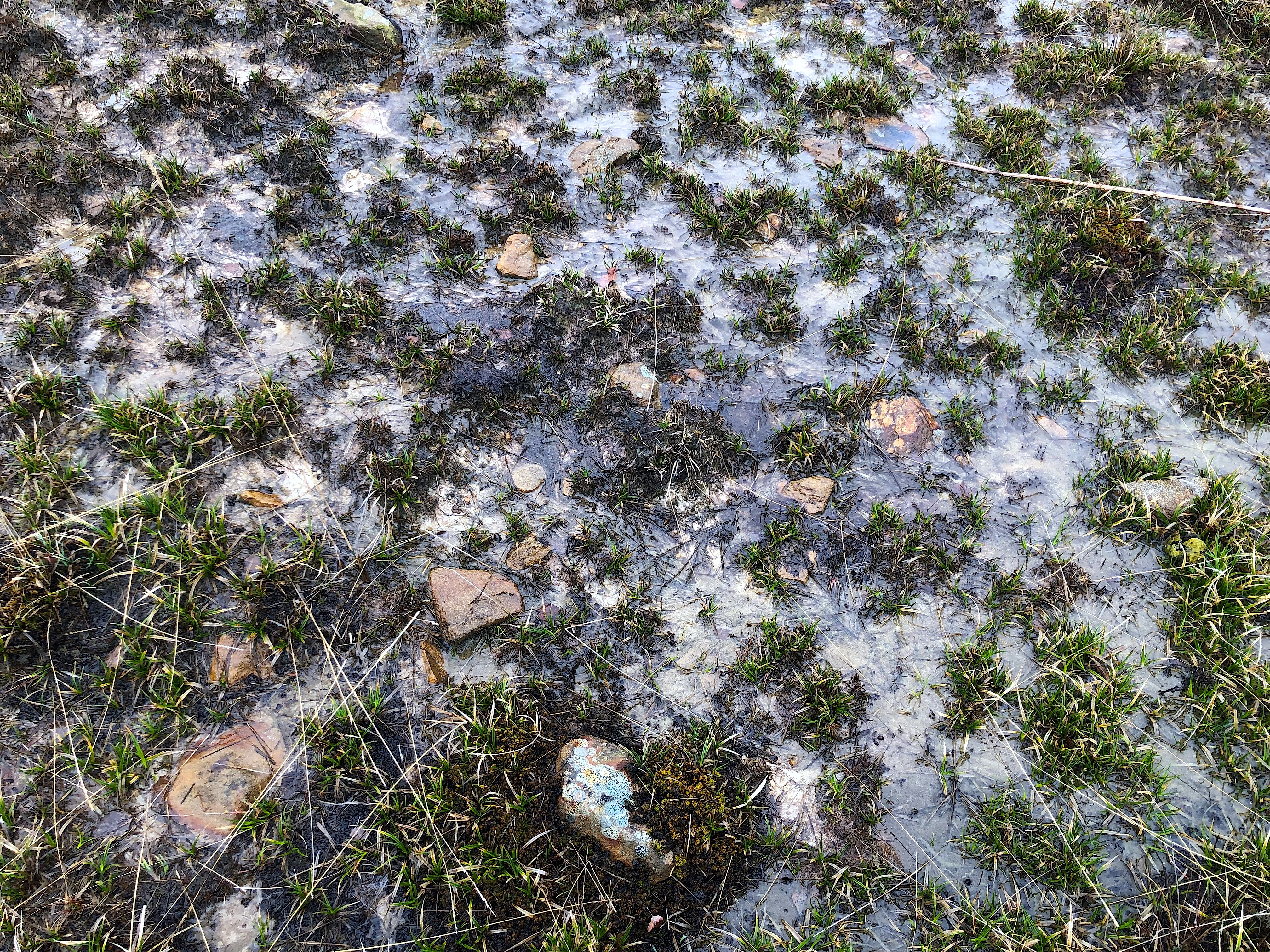
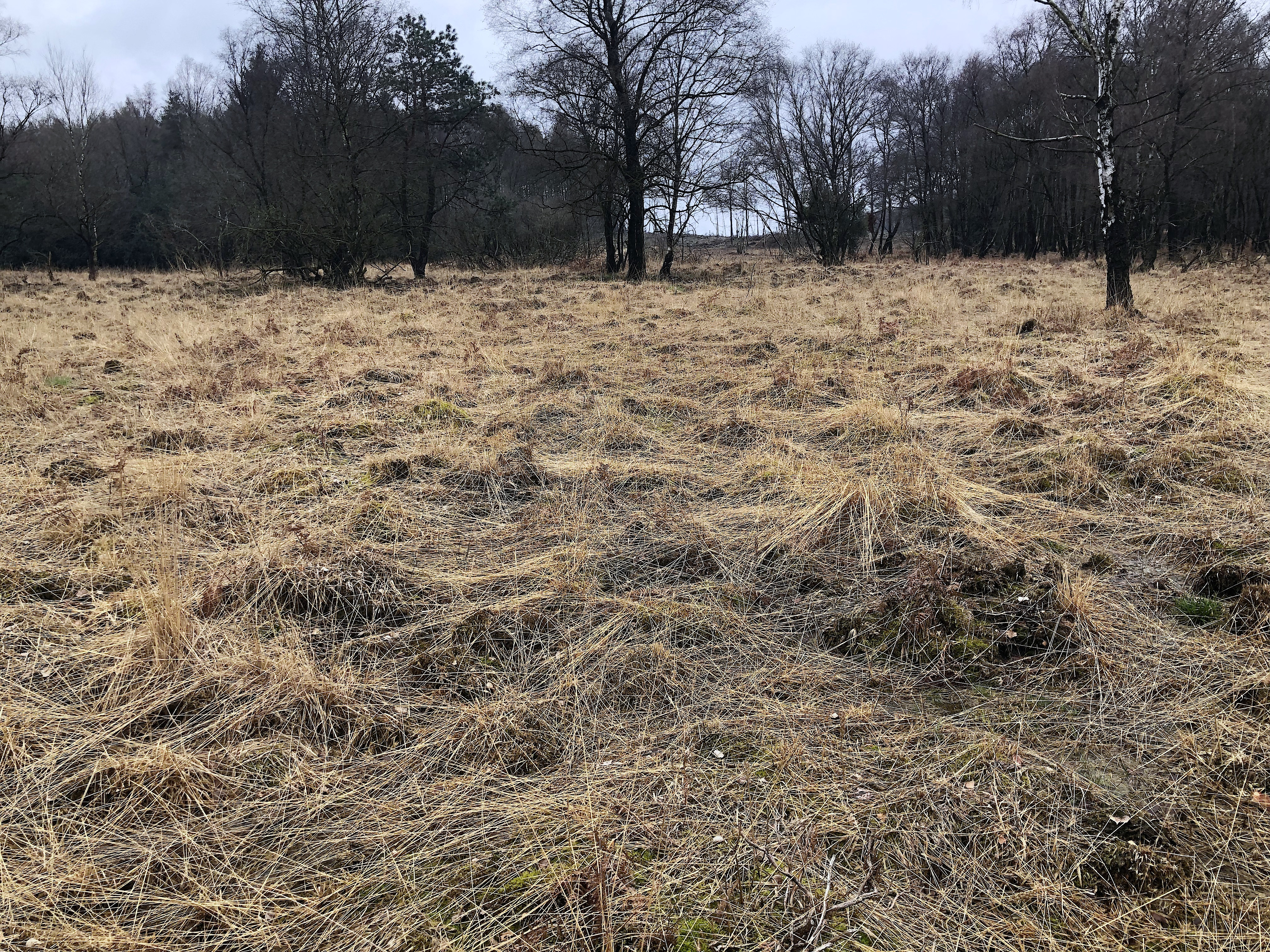
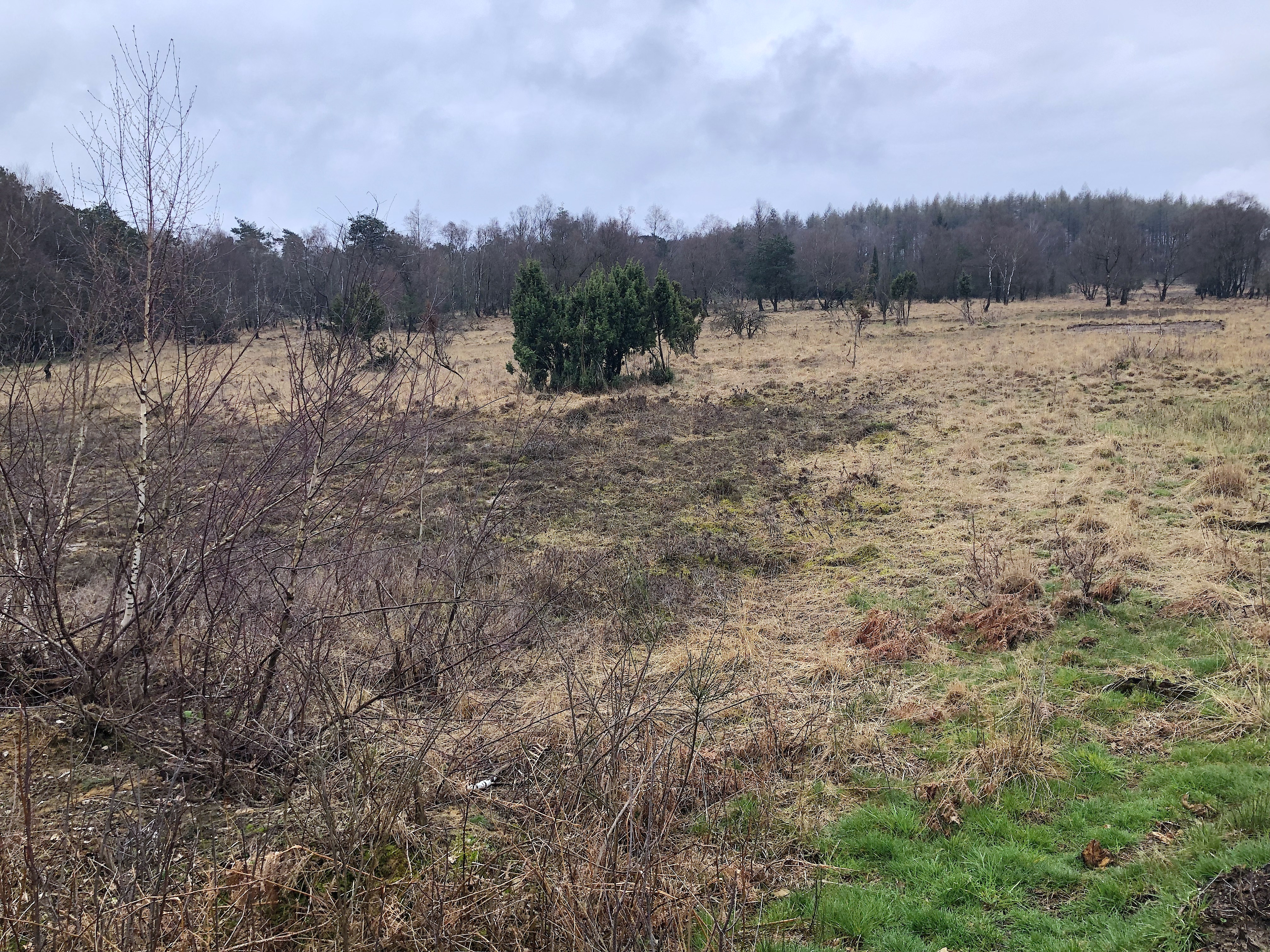